# ضاحية الدار

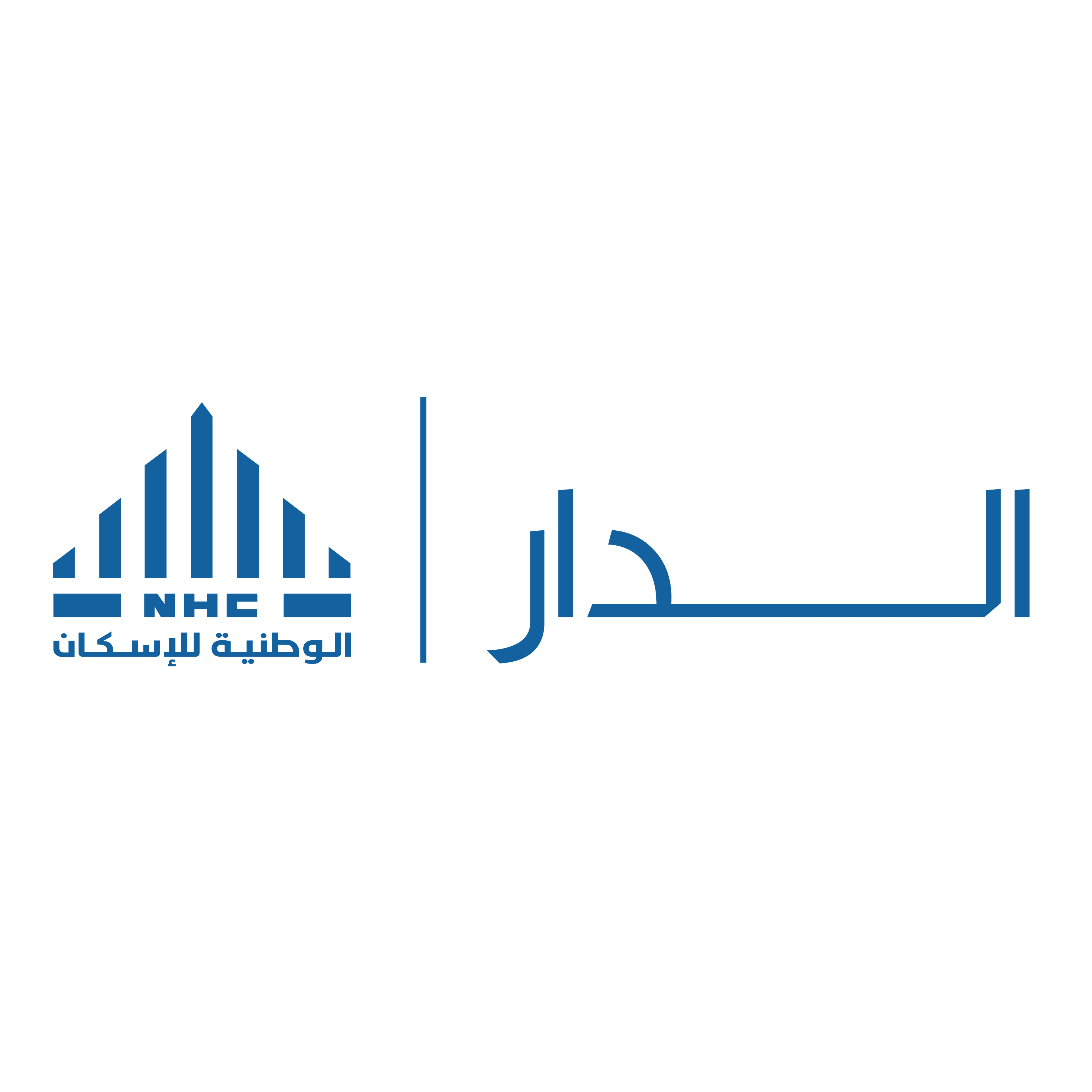
شعار الضاحية

ضاحية الدار؛ هي أحد الضواحي السكنية في المدينة المنورة، تقع على مساحة تتجاوز 1,540,407 متر مربع، ذات موقع استراتيجي على بعد 7 كيلومترات من المسجد النبوي الشريف وكيلومترين عن مسجد قباء، و6 كيلومترات عن محطة قطار الحرمين ونحو 4 كيلومترات عن حديقة الملك فهد المركزية.

## المصالح والخدمات الحكومية والأهلية
تتميز الضاحية بتصميم نموذجي مستوحى من تراث العمارة المديني، وبالمساحات والشوارع الواسعة مع وفرة المساحات الخضراء وعدد من المطاعم والمقاهي والمباني التجارية وسط بيئة مُتكاملة الخدمات والمرافق.
توفّر الضاحية أكثر من 6831 وحدة، تستوعب أكثر من 32 ألف نسمة من سكان المدينة المنورة ضمن التوسع الرأسي للتوزيع العمراني، والذي يضمن الاستخدام الأمثل للبنية التحتية والخدمات وكذلك مصادر الطاقة، ما يساعد في استدامة الموارد الطبيعية.